# Molonta
Molonta (in croato: Molunat, Veli o Veliki Školj) è un isolotto della Dalmazia meridionale, nel mare Adriatico, in Croazia. Amministrativamente, appartiene al comune di Canali, nella regione raguseo-narentana.

## Geografia
Molonta si trova all'estremità meridionale della costa croata, prima delle Bocche di Cattaro. È situato a sud della penisola di Molonta, la quale forma due insenature: porto Molonta Grande o Inferiore (luka Donji Molunat), rivolto a nord-ovest, e porto Molonta Piccola o Superiore (luka Gornji Molunat), rivolto a sud-est. L'isolotto si trova a sud di porto Molonta Piccolo e un passaggio di 70 m (Vratlo) lo separa dalla penisola. Di forma irregolare, ha una superficie di 0,165 km², le coste sono lunghe 1,83 km e l'altezza è di 45 m s.l.m.. Sul lato sud-ovest dell'isolotto c'è un fanale posto su una torretta bianca.
La penisola di Molonta è separata dall'entroterra da una muraglia di protezione costruita nel 1468-1471 dalla Repubblica di Ragusa. Sul fondo di Molonta Piccolo c'è una nave russa affondata nel 1803 e molti reperti sono stati esposti al Museo marittimo di Ragusa.

### Isole adiacenti
- Supetrich[5][7] o Supretic[8] (Supetrić), circa 140 m[2] a nord-est di Molonta, al centro dell'ingresso a porto Molonta Piccolo; ha un'area di 8883 m²[1] e le coste lunghe 357 m[1] 42°26′44″N 18°26′07″E.

### Cartografia
- (HR) Mappa topografica della Croazia 1:25000, su preglednik.arkod.hr. URL consultato il 27 febbraio 2017.